# Theriophonum manickamii
Theriophonum manickamii är en kallaväxtart som beskrevs av Murugan och K.Natarajan. Theriophonum manickamii ingår i släktet Theriophonum och familjen kallaväxter. Inga underarter finns listade.